# Вул Бенціон Мойсейович
Бенціон Мойсейович Вул (9 (22) травня 1903, Біла Церква, Київська губернія (нині Україна) — 9 квітня 1985, Москва) — радянський фізик, фахівець у галузі фізики діелектриків, напівпровідників і квантової електроніки.

## Біографія
Народився 22 травня 1903 року в місті Біла Церква, нині Київської області Україна, в робітничій сім'ї. Єврей.
Батько був ковалем, колісником, мав невелику майстерню. У Білій Церкві майбутній учений закінчив двокласну єврейську школу, потім навчався у вищому початковому училищі, Білоцерківської гімназії.
У 1920 році гімназист Вул добровольцем пішов у Червону Армію. Воював у Першій кінній армії. Після повернення до Білої Церкви був обраний секретарем міської організації комсомолу і на цій роботі залишався кілька місяців.
У 1921 році Київським губкомом комсомолу був мобілізований в Київський політехнічний інститут, де був зарахований на електротехнічний факультет. Навчання поєднував з комсомольською роботою, в 1922 вступив у ВКП (б)/КПРС. Виконана ним дипломна робота являла собою проєкт теплової електростанції для майбутнього Дніпрогесу. Ще під час роботи над дипломом був зарахований до аспірантури електротехнічного факультету Київського політехнічного інституту. У січні 1928 рік закінчив інститут і був залишений аспірантом на кафедрі електротехніки. Аспірантуру закінчив у кінці 1929 року, захистивши дисертацію публічно.

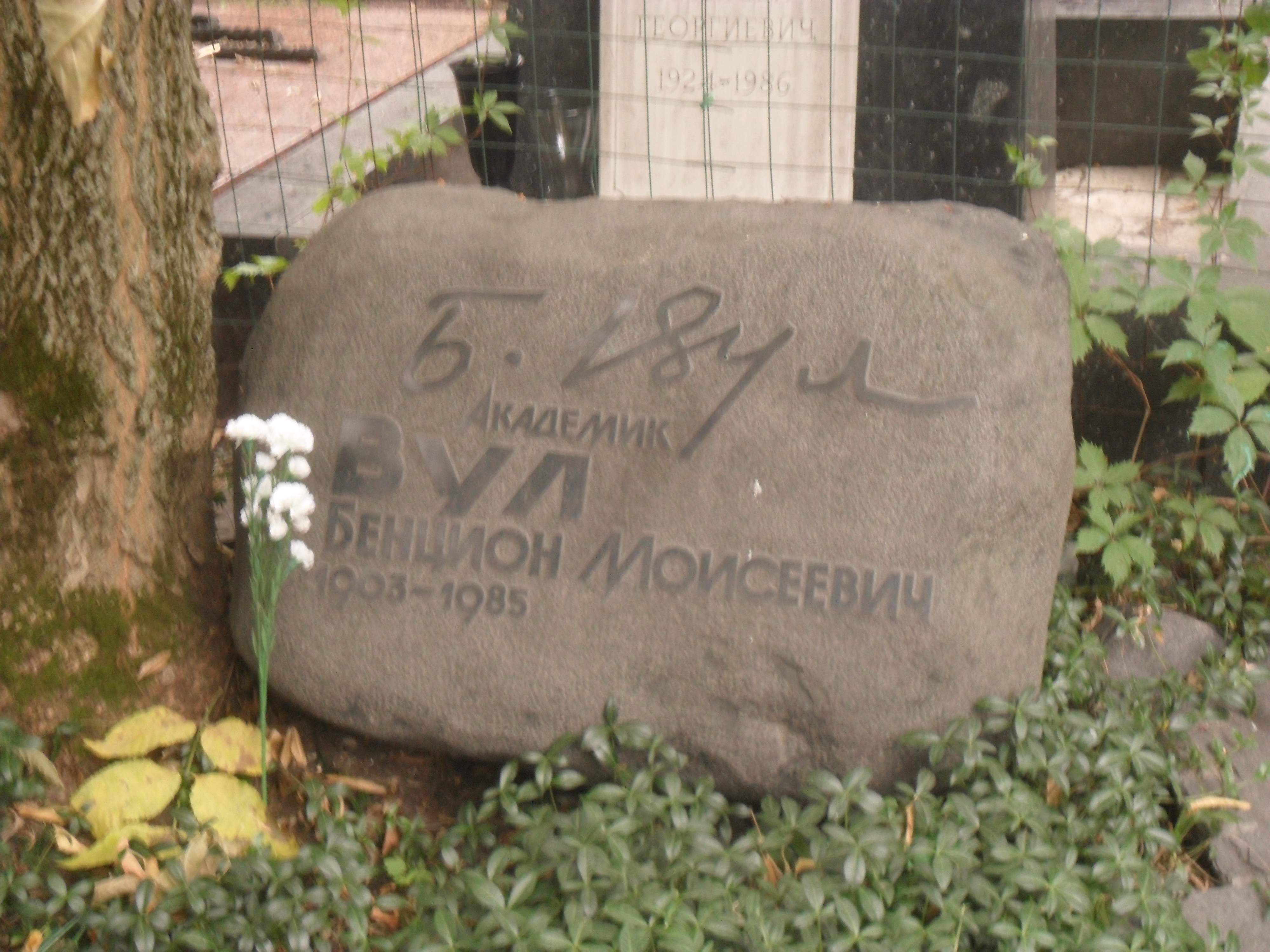
Могила Б. М. Вула на Новодівичому кладовищі Москви.

З 1932 року працював у Фізичному інституті АН СРСР. Академік Академії наук СРСР (1972, член-кореспондент з 1939 року). Зіграв ключову роль у розробці перших вітчизняних напівпровідникових діодів, транзисторів, сонячних батарей і напівпровідникових лазерів. Спільно з М. Г. Басовим і Ю. М. Поповим запропонував ідею створення напівпровідникових лазерів, ексимерних лазерів, збуджуваних електронним пучком.
У 1944 році Вул виявив сегнетоелектричні властивості титанату барію (BaTiO3) і вперше синтезував п’єзокераміку. Сегнетоелектричні властивості титанату барію спостерігаються вченим в дуже широкому температурному інтервалі. Він може бути отриманий у вигляді керамічних виробів практично будь-яких можливих форм і розмірів. Бенціон Мойсейович, оцінюючи наукове значення відкриття титанату барію, сказав: «Важко було передбачити сегнетоелектричні властивості титанату барію, але після того, як вони були виявлені, легко було сподіватися, що у нього має бути велике майбутнє. Минулі 25 років виправдали ці надії». Сегнетоматеріали знайшли своє застосування у квантовій електроніці, НВЧ техніці й інших галузях сучасної техніки.
Іншим напрямом досліджень Вула, як зазначає Ігор Шаров, було вивчення пробою газів при різному тиску. Було доведено, що при підвищенні тиску газу пробивне напруження не завжди зростає і в різко неоднорідних полях проходить через максимум. Ці дослідження були доповнені вивченням електричної міцності різних матеріалів у стисненому газі, наприклад пористих матеріалів, таких як кабельний папір, і пояснена залежність пробивних напружень від тиску в цих умовах. Вказані роботи мали велике теоретичне і практичне значення. Результати, отримані вченим, були використані в США при дослідженні електричної міцності стиснених газів.
Жив у Москві. До останнього дня свого життя продовжував наукову роботу. Помер 9 квітня 1985 року. Похований у Москві на Новодівочому кладовищі.

## Нагороди та Премії
- Указом Президії Верховної Ради СРСР від 13 березня 1969 рік а «за великі заслуги в розвитку радянської науки» Вулу Бенціон Мойсейовичу присвоєно звання Героя Соціалістичної Праці з врученням ордена Леніна і Золотої медалі «Серп і Молот».
- Сталінська премія другого ступеня (1946); за відкриття нового сегнетоелектрика — титанату барію.
- Ленінська премія (1964); за створення напівпровідникового квантового генератора.